# Ядерный паритет
Я́дерный парите́т — ситуация, когда противостоящие государства-сверхдержавы (и их союзники) обладают сравнимыми возможностями стратегических ударных ядерных сил. Поскольку одновременно сверхдержавы имели и крупнейшие вооружённые силы (основой которых и является ядерное оружие) и стратегический паритет, данное понятие фактически тождественно военно-стратегическому паритету. Эти понятия лежали в основе холодной войны и, соответственно, бо́льшей части мировой политики второй половины XX века, хотя несколько по-разному отражались в военных доктринах ядерных держав в разное время.

## США

### Массированное возмездие
После окончания Второй мировой войны в США было принято решение интенсивно наращивать ядерные силы для возможного крупного удара по СССР. Президент США Дуайт Эйзенхауэр назвал этот подход «массированным возмездием» (англ. massive retaliation). Однако вскоре развитие арсенала и способов его доставки по обе стороны достигли такого предела, что потребовалась новая доктрина.
«Ядерный паритет» как военно-политическое понятие вошло в международный обиход в первую очередь для характеристики сложившегося в 80-е гг. XX века соотношения между ядерными арсеналами СССР и США.

### Взаимное гарантированное уничтожение — ядерное сдерживание
Новая доктрина США появилась в результате исследований Джона Нэша и Томаса Шеллинга в области теории игр, сотрудничества и конфликта. В 1960-х годах министр обороны США Роберт Макнамара употребил термин «гарантированное уничтожение» — по его словам, способность США нанести значительный вред СССР после первого ядерного удара. Впоследствии появились термины «взаимное гарантированное уничтожение» (англ. mutual assured destruction), а также «ядерное сдерживание» (англ. nuclear deterrence), обозначающие ключевой момент стратегии: зная, что после успешного первого удара разрушительный ответный удар неизбежен, противники вряд ли пойдут на конфликт, так как это приведёт к гарантированному уничтожению обеих сторон.
Данный подход, принятый обеими сторонами, успешно предотвратил ядерную войну и большинство ядерных конфликтов в XX веке. Недостатки подхода проявились во время Карибского кризиса, произошедшего во времена значительного перевеса ядерных сил США, а также ряда случаев ложного срабатывания СПРН.
В конце холодной войны был принят и выполнен ряд соглашений о количественном сокращении ядерных сил (см. Разоружение ниже), однако до последнего времени их у США и России по-прежнему хватает для взаимного уничтожения, так как число ядерных боезарядов в 2009 году составляло: около 9 600 у США (готовые к установке и уже размещённые на носителях) и 12 683 у России.

### Современная доктрина США
В настоящее время США приняли и активно следуют доктрине абсолютного военного доминирования над потенциальными противниками, исключающей не только паритет, но и саму возможность достижения паритета в будущем. Стратегия национальной безопасности, принятая в 2002 году администрацией Джорджа Буша, гласит:
Наши вооружённые силы будут достаточно оснащены для того, чтобы убедить потенциальных противников не наращивать свои вооружения в надежде превзойти или сравняться с мощью Соединённых Штатов.
Также в 2002 году США вышли из договора об ограничении систем противоракетной обороны, принятого в 1972 году для ограничения гонки вооружений. Некоторые американские эксперты указывают на то, что дорогостоящие современные разработки систем противоракетной обороны не в состоянии защитить от первого удара и, следовательно, могут быть полезны США только в качестве защиты от ослабленного ответного удара.
Последняя Стратегия национальной безопасности США была опубликована правительством Барака Обамы в мае 2010 г.
В марте 2024 года президент США Джо Байден одобрил засекреченный стратегический ядерный план страны ("Nuclear Employment Guidance"). Если прежняя политика сдерживания базировалась на противостоянии с СССР, то новая — переориентировалась на Китай, быстрее всех расширяющий свой арсенал атомного оружия. Стратегия также направлена на подготовку США к ядерным вызовам, скоординированным между Россией, Китаем и КНДР. Как сообщила New York Times, растущее партнерство между Москвой и Пекином, а также оружие, поставляемое в РФ из Северной Кореи и Ирана в корне изменили мышление Вашингтона.

## СССР и Россия
В СССР официальная точка зрения с самого начала гонки вооружений объясняла развитие ядерных сил необходимостью сдерживания агрессии США.

### Ядерный паритет
С самого появления ядерного оружия СССР стремился развить ядерные силы, сопоставимые с американскими. СССР вторым испытал ядерную бомбу 29 августа 1949 года и первым — готовую водородную бомбу 12 августа 1953 года. Ценой немалых усилий примерный паритет был достигнут к середине 1970-х годов. Термин «ядерный паритет» был распространён в основном в СССР, так как доктрины США делали упор либо на превосходстве, либо на гарантированном втором ударе.

### Разоружение и разумная достаточность
Постепенно с развитием вооружений и количественным сокращением армии — и особенно после достижения ядерного паритета — в СССР становится общепринятой официальная позиция «борьбы за разоружение». Появился ряд общественных организаций и изданий, поддерживающих борьбу за разоружение, среди которых был американский журнал Nuclear Times. Был принят ряд ключевых международных договоров, ограничивающих развитие ядерного оружия при сохранении паритета, в том числе:
- Договор о запрещении испытаний ядерного оружия (1963)
- Договор о нераспространении ядерного оружия (1969)
- Договор об ограничении систем противоракетной обороны (1972)
- ОСВ-2 (1979)
- Договор о ликвидации ракет средней и меньшей дальности (1987)
- СНВ-1 (1991)

За СНВ-1 и распадом СССР последовал ряд дополнительных договоров, количественно ограничивающих арсенал России и США, в том числе:
- СНВ-2 (1993, не вступал в силу)
- Договор о сокращении стратегических наступательных потенциалов (2002)
- СНВ-3 (2010)

### Современная доктрина России
Официальный документ «Военная доктрина Российской Федерации», принятый 21 апреля 2000 года, содержит следующие положения:
- Россия «сохраняет статус ядерной державы для сдерживания (предотвращения) агрессии против неё и (или) её союзников»;
- «готова к дальнейшему сокращению своего ядерного оружия на двусторонней основе… до минимальных уровней, отвечающих требованиям стратегической стабильности».

В комментариях Министерства обороны указывается, что «сдерживание будет основываться на их (сил) способности в ответных действиях нанести ущерб, размеры которого поставили бы под сомнение достижение целей возможной агрессии».
7 декабря 2022 года президент России Владимир Путин сообщил о нарастающей угрозе ядерной войны. При этом глава государства подчеркнул, что ядерное оружие рассматривается РФ именно в качестве защиты. Однако президент заметил: «Если [Россия] не применит первой [ядерное оружие] ни при каких обстоятельствах, значит, и второй тоже не применит». По словам Владимира Путина, стратегия применения средств защиты построена вокруг «ответно-встречного удара». «Когда по нам наносится удар, мы наносим ответ», — пояснил он. При этом Владимир Путин отметил, что, несмотря на «более продвинутое состояние» российского ядерного оружия, Москва не собирается размахивать им как бритвой.
По его словам, американское ядерное оружие в большом количестве расположено на территории Европы. Российское же — никому не передавалось, но при этом Москва будет защищать своих союзников всеми имеющимися средствами.        
Говоря о тактическом ядерном оружии, Владимир Путин заметил, что никто не хочет замечать то, что говорится и делается в западных странах, и привёл в пример тренировки с американским ядерным оружием, а также высказывание экс-премьер-министра Великобритании Лиз Трасс. В связи с этим президент РФ сообщил, что ему в ответ пришлось «акцентировать» некоторые вещи.
21 февраля 2023 года президент России Владимир Путин сообщил о приостановке участия РФ в Договоре о стратегических наступательных вооружениях. По его словам, заявки России в рамках договора отклоняются США, а НАТО сообщает о желании нанести стратегическое поражение Российской Федерации. Договор ДСНВ был подписан в условиях, когда страны не считали друг друга соперниками, подчеркнул Путин. В нынешний момент, когда США, по мнению президента РФ, выдвигают России ультиматумы, его страна, прежде чем вернуться к договору, должна понять, каким образом будет учитываться «совокупный ударный арсенал стран НАТО», в частности Франции и Великобритании. Как пояснил пресс-секретарь президента РФ Дмитрий Песков, основная цель приостановки участия в ДСНВ — убедиться в том, что ядерный паритет продолжает соблюдаться.
Владимир Путин сообщил, что в ответ на информацию о планах США по разработке новых видов ядерных боеприпасов из-за истечения срока годности некоторых категорий американского атомного оружия Министерство обороны и ГК Росатом должны быть готовы к испытанию своего ядерного оружия, в том случае если Соединённые Штаты сделают это первыми. В связи этим президент РФ отметил, что мировой ядерный паритет не может нарушаться.

## Другие государства
Понятие «ядерный паритет» применяется в основном к СССР/России и США с их союзниками. До сих пор ядерный арсенал ни одной страны пока не может сравниться с запасами России и США. Остальные ядерные державы периодически пропагандируют свои ядерные возможности в политических целях с ограниченными региональными последствиями.
Самым мощным ядерным государством, хотя и значительно уступающим России и США, является КНР, имеющая приблизительно 500 ядерных боеголовок и активно расширяющая свой ядерный арсенал.
Другие государства, такие как Индия, Пакистан, Великобритания, Франция и КНДР, имеют незначительный ядерный запас и не слишком развивают его. Израиль значительно развивает своё ядерное вооружение, но тщательно скрывает любую информацию о количестве.

## Основные факты
- Более 90 % ядерных арсеналов мира приходится на долю России и США. По данным Би-Би-Си, по состоянию на сентябрь 2016 г. Россия имела 1796 стратегических ядерных боеголовок, США — 1367. Не менее 100 российских ядерных боеголовок нацелены на Вашингтон.
- Крейсерская скорость полёта МБР составляет около 20 тыс. км/час (Mach 23); полёт происходит вне земной атмосферы. Спуск к цели происходит на скорости более 6 км/сек. Подлётное время МБР наземного базирования от России до США лежит в диапазоне 20—30 мин. Для ракет подводного базирования подлётное время может быть значительно меньше: до 10—12 мин[12].